# 洪堡-托伊亚比国家森林
洪堡-托伊亚比国家森林（英語：Humboldt-Toiyabe National Forest，简称）是美国内华达州的一片重要的林区，此外在加利福尼亚州东部也有少许分布。森林面积6,289,821英畝（25,454.00平方），是全美国除阿拉斯加州以外最大的国家森林。